# Olímpia (òpera)
Olímpia és una òpera en tres actes composta per Gaspare Spontini sobre un llibret de Michel Dieulafoy i Charles Brifaut, que s'inspira en l'obra homònima de Voltaire.
S'estrenà el 22 de desembre del 1819 a París. El llibret també va ser traduït perquè l'òpera es representàs en alemany (traducció d'Ernst Theodor Amadeus Hoffmann) i italià.

## Context de creació

### Context històric
La història té lloc poc després de la mort d'Alexandre el Gran, que ha deixat enrere un enorme imperi que s'estén des de Macedònia fins a Pèrsia, passant per l'oceà Índic . Entre els seus antics generals, Antígon Monoftalm i Cassandre lluiten per controlar aquest imperi sense dirigents, i ara fragmentat.
La vida d'Alexandre el Gran es glorifica molt ràpidament i es transforma en una història quasi mitològica en forma d'hagiografies fictícies. Així s'estén la creença popular que era un humà escollit pels déus.
Tot i que és gairebé segur que Alexandre va morir de febre, probablement a causa de la malària, o un estil de vida excessiu, la teoria segons la qual l'assassinaren enverinat es va estendre. Sobre açò el Romanç d'Alexandre esmenta la possibilitat d'enverinament per part d'un dels seus propers, que probablement reforçà Voltaire i Dieulafoy i Brifaut. Antípatre, el pare de Cassandre, ha estat durant molt de temps el principal sospitós del possible assassinat, de la mateixa manera que el seu fill es mostrà hostil a la memòria d'Alexandre.

### Un llibret inspirat en Voltaire
El llibret de Dieulafoy i Brifaut, com l'obra de Voltaire, s'inspira en personatges històrics: Alexandre, les seues dues dones Roxana i Barsina, els seus generals (Antígon i Cassandre). També es respecta el marc de la peça original: la segona esposa i ara vídua d'Alexandre, Barsina, sembla ser assassinada per Roxana (primera dona d'Alexandre). Tanmateix, sobreviu d'incògnit i es fa passar per la sacerdotessa de Diana a Efes.
Només se suposa que el personatge d'Olímpia, filla d'Alexandre i Barsina, no ha existit pas mai, tot i que n'escriuen tant Voltaire com Dieulafoy i Brifaut.

### Composició i revisions
Spontini la va començar a compondre el 1812. És la seua tercera obra en tres actes per a l'Òpera de París. Hi barreja una sensació d'exactitud en la psicologia dels personatges, que trobem ja en la seua anterior òpera La Vestale, amb una certa massivitat vocal, que també apareix en el seu Fernand Cortez, o La conquesta de Mèxic. En el seu grandiós disseny, Olympia emergeix com una contrapartida musical de l'arquitectura neoclàssica.
L'estrena a París el 1819 hi provocà reaccions contradictòries que portaren Spontini a retirar l'òpera del programa després de la setena representació (12 de gener del 1820). Aquest èxit mixt feu que Spontini la revisàs, sobretot al final de l'òpera, i en acabant en reescrigué un final menys tràgic.
La primera versió revisada fou interpretada en la traducció alemanya el 14 de maig del 1821 a la Staatsoper Unter den Linden de Berlín, i dirigida per Spontini. Aquest va respondre a la invitació de Frederic Guillem III de Prússia, que cercava un nou director musical. La traducció a l'alemany, la feu l'escriptor Ernst Theodor Amadeus Hoffmann.
Aquesta estada a Berlín donà èxit i un segon aire a l'obra: 78 actuacions a la ciutat, i també a Dresden (amb l'ajut de Carl Maria von Weber), Kassel, Colònia i Darmstadt.
La producció d'Olímpia va requerir una orquestra molt gran que inclogués figles, utilitzats per primera vegada. El final de la versió berlinesa inclou una posada en escena i efectes espectaculars, sobretot una escena en què Cassandre cavalca un elefant.
Spontini feu una segona revisió d'Olímpia, tot conservant-ne el final feliç de la primera, per a una actuació a l'Opéra Le Peletier el 27 de febrer del 1826. El tenor Adolphe Nourrit substituí son pare Louis en el paper de Cassandre en una segona versió que inclou també una ària composta per Weber. Malgrat aquestes modificacions, l'òpera encara lluità per atraure l'interés del públic francés, que en jutjava el llibret desfasat, sense la  qualitat de les òperes de Rossini.
L'òpera encara es continuà representant, com a concert a Roma el 12 de desembre del 1885, a Florència el 1930, a La Scala de Milà el 1966 (actuació amb enregistrament d'àudio) i al Festival de Perusa l'any 1979.

## Sinopsi
Període: 308 abans de la nostra era, 15 anys després de la mort d'Alexandre el Gran.

### Acte I

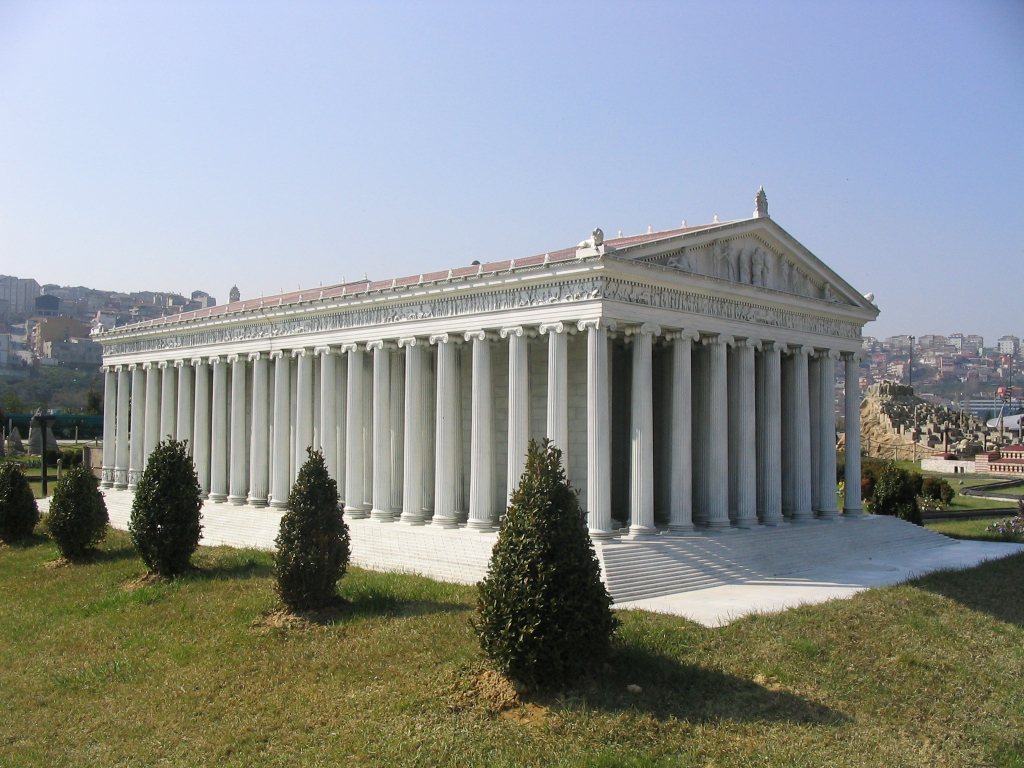
Rèplica del temple a Istanbul

Antígona, rei d'Àsia; i Cassandre, rei de Macedònia, s'impliquen en l'assassinat d'Alexandre el Gran. També s'havien fet la guerra entre ells, però ara estan preparats per a reconciliar-se. Apareix, però, una nova amenaça per a la pau. Es tracta d'un esclau, Amenais, de qui els dos reis estan enamorats. Amenais és en realitat Olímpia, la filla d'Alexandre el Gran, disfressada.
Barsina, vídua d'Alexandre i mare d'Olímpia, es disfressa per a semblar una sacerdotessa. Així descobreix el pla de matrimoni entre Olímpia i Cassandre, i acusa aquest darrer de l'assassinat del seu marit Alexandre.

### Acte II
Barsina i Olímpia revelen la seua identitat entre elles, així com a Cassandre. Olímpia defensa Cassandre de les acusacions de Barsina, al·legant que li havia salvat la vida. Barsina ho dubta i encara té la intenció de venjar-se amb l'ajut d'Antígona i el seu exèrcit.

### Acte III i diferències entre versions
Olímpia està dividida entre el seu amor per Cassandre i la lleialtat a sa mare. Mentrestant, les tropes de Cassandre i Antígona s'enfronten, i Antígona rep és malferit en la lluita. Confessa abans de morir que és l'únic responsable de la mort d'Alexandre. Cassandre, per tant, no hi té res a veure, i ara és lliure de casar-se amb Olímpia.
En la versió original de París del 1919, Cassandre és l'assassí d'Alexandre. Després de la seua victòria, Barsina i Olímpia se suïciden i les crida en el més enllà l'esperit d'Alexandre.
En la tragèdia de Voltaire, Olímpia està casada amb Antígona i es llança a la foguera mentre confessa el seu amor per Cassandre.

## Registres
| Any  | Distribució Olímpia, Barsina, Cassandre Antígona, Hermes, Hierofant                                         | Director, orquestra i cor                                            | Etiqueta i número de catàleg |
| ---- | --- | -------------------------------------------------------------------- | ---------------------------- |
| 1966 | Pilar Lorengar, Fiorenza Cossotto, Franco Tagliavini , Giangiacomo Guelfi, Silvio Maionica, Nicola Zaccaria | Francesco Molinari-Pradelli , orquestra i cor de la Scala de Milà    | Opera d'Oro Cat: OPD 1395    |
| 1984 | Julia Varady, Stefania Toczyska, Franco Tagliavini, Dietrich Fischer-Dieskau, Josef Becker, George Fortune  | Gerd Albrecht, Deutsches Symphonie-Orchester Berlin, RIAS Kammerchor | ORFEO Cat: C 137 862         |
| 2016 | Karina Gauvin, Kate Aldrich, Mathias Vidal, Josef Wagner, Philippe Souvagie, Patrick Bolleire               | Jérémie Rhorer, The Circle of Harmony, cor de ràdio flamenc          | Palazetto Bru Zane BZ 1035   |